# James Kelman
James Kelman (Glasgow, 9 de junio de 1946) es un novelista, cuentista, dramaturgo y ensayista escocés. Su novela A Disaffection fue preseleccionada para el Booker Prize y ganó el James Tait Black Memorial Prize for Fiction en 1989.  Kelman ganó el Booker Prize 1994 con How Late It Was, How Late. En 1998, Kelman recibió el premio Glenfiddich Spirit of Scotland. Su novela de 2008, Kieron Smith, Boy, ganó los dos principales premios literarios de Escocia: el Libro del Año de la Sociedad Saltire y el Libro del Año del Scottish Arts Council.

## Primeros años
Nacido en Glasgow, Kelman dice.

Mi propia experiencia es tan normal o anormal como la de cualquier otra persona. Nacido y criado en Govan y Drumchapel, una vivienda en el centro de la ciudad hasta la patria del plan de viviendas en los confines de la ciudad. Cuatro hermanos, mi madre un padre a tiempo completo, mi padre en el comercio de marcos de cuadros y dorado, tratando de operar un negocio de un solo hombre y dejé la escuela a los 15, etc., etc. (...) Por una razón u otra, por el 21/22 años decidí escribir historias. Las historias que quería escribir se derivarían de mis propios antecedentes, de mi propia experiencia sociocultural. Quería escribir como uno más de mi propia gente, quería escribir y seguir siendo miembro de mi propia comunidad.

Durante la década de 1970 publicó una primera colección de cuentos. Se involucró en el grupo de escritura creativa de Philip Hobsbaum en Glasgow junto con Tom Leonard, Alasdair Gray, Liz Lochhead, Aonghas MacNeacail y Jeff Torrington y sus cuentos comenzaron a aparecer en revistas. Estas historias introdujeron un estilo distintivo, expresando monólogos internos en primera persona en una prosa simplificada utilizando patrones de habla de Glasgow, aunque evitando en su mayor parte la interpretación cuasi fonética de Tom Leonard. El estilo de desarrollo de Kelman ha influido en la siguiente generación de novelistas escoceses, incluidos Irvine Welsh, Alan Warner y Janice Galloway. En 1998, Kelman recibió el premio Stakis al "Escritor escocés del año" por su colección de cuentos The Good Times.

## Puntos de vista políticos y activismo
Se ha descrito que el trabajo de Kelman fluye "no solo por ser un escritor comprometido, sino también como un activista cultural y político". En el momento del Año de Glasgow como Ciudad de la Cultura, se destacó en el grupo de la Ciudad de los Trabajadores, crítico de las celebraciones. El nombre fue elegido para llamar la atención sobre el cambio de nombre de parte del centro de la ciudad como Merchant City, que describieron como una promoción de la "falacia de que Glasgow de alguna manera existe debido a (...) empresarios del siglo XVIII y políticos con visión de futuro.

(Los comerciantes) eran hombres que traficaban con degradación, causando incalculable miseria, muerte y hambre a miles  El grupo de la Ciudad de los Trabajadores hizo campaña contra lo que se consideró la victimización de la curadora del Palacio del Pueblo Elspeth King y un intento del Consejo de vender un tercio de Glasgow Green. Sus actividades provocaron la ira de los concejales y comentaristas del Partido Laborista, y Kelman y sus colegas Hugh Savage y Farquhar McLay fueron descritos como "una 'vergüenza' para la 'fuerza laboral cultural' de la ciudad".

Kelman participó en el Centro de Trabajadores Desempleados de Edimburgo, dando un discurso en su inauguración, y ha expresado su apoyo al Centro Autónomo de Edimburgo (ACE), su organización sucesora. Kelman ha sido un destacado activista, especialmente en cuestiones de justicia social y causas tradicionales de izquierda, aunque decididamente no es un partidario y sigue siendo en su corazón un anarquista socialista libertario, diciendo que "los partidos parlamentarios de oposición son esenciales para la política aparato de este país que está diseñado para arrestar a la justicia ".
En 1990 Kelman participó en una noche de lecturas internacionales en prosa en la novena Feria Internacional del Libro de Libros Radicales Negros y del Tercer Mundo, luego se unió al comité organizador de la Feria del Libro y estableció la Feria Escocesa del Libro de Libros Radicales Negros y del Tercer Mundo asociada, que se celebró en 1990. Glasgow, 1993 y 1995. Kelman vive en Glasgow con su esposa e hijos, aunque también ha vivido en Londres, Manchester, las Islas del Canal, Australia y Estados Unidos..